# De La Ghetto
De La Ghetto, pseudonimo di Rafael E. Castillo Torres (New York, 17 settembre 1984), è un rapper e cantante statunitense.

## Biografia
Rafael Castillo nasce a New York, Stati Uniti, che poi lascia per andare a vivere a San Juan, Porto Rico dove entra a far parte della scena del Reggaeton. Nel 2004 fonda Arcángel & De la Ghetto, un duo formato da lui e il cantante statunitense Arcángel.
Debuttano nel 2005 con la canzone «Pégate», che appare nel album del cantante Naldo Sangre nueva. Insieme ad Arcàngel firma un contratto con la casa discografica Baby Records del cantante Zion (del dúo Zion & Lennox).
Sono apparsi in molti album reggaeton come Mas Flow: Los Benjamins.
Tuttavia, Arcàngel annuncia nel dicembre 2006 che ha intrapreso una carriera da solista.
Così è costretto anche De la Ghetto ad intraprendere una carriera da solista.
Subito dopo appare in due singoli: il remix di «Siente el boom» di Tito el Bambino e, in collaborazione con Randy ,«La sensación del bloque».
il suo album di debutto, Masacre musical, è stato pubblicato nel 2008 raggiungendo la posizione 46 nella classifica billboard top latin albums; il suo brano «Tu te imaginas» raggiunge invece la posizione 33 della classifica top latin songs.
Nel 2020 pubblica il quarto album in studio Los Chulitos, anticipato dal singolo Sube La Music il 27 agosto 2020.

## Discografia

### Album
- 2008: Masacre musical.
- 2013: Geezy Boyz.
- 2018: Mi movimiento
- 2020: Los Chulitos
- 2023: GZ

### Singoli
- 2008: Es díficil.
- 2009: Tú te imaginas.
- 2009: Come Out and See (feat. Mavado).
- 2009: Momento en que te vi.
- 2014: Mírala (con Farruko e Zion).
- 2018: 1, 2, 3 (feat. Sofía Reyes & Jason Derulo).
- 2018: Ya es hora (con Ana Mena & Becky G).
- 2018: Todo El Amor (con Maluma & Wisin).
- 2018: Caliente (con J Balvin).
- 2018: Borracha (Remix) (con Lola Índigo, Yera e Juan Magán)
- 2019: Selfie.
- 2019: FEKA (con El Alfa & Milky Woodz).
- 2023: X 1 Beso (con Ryan Castro).
- 2024 : Triple S  (con De La Ghetto, Jowell & Randy)
- 2025 : Sasa.